# Grundig
Grundig AG er en tysk elektronikvirksomhed.
Virksomheden blev grundlagt i Nürnberg i 1945 af Max Grundig. Historien går imidlertid tilbage til 1930, hvor Fürth, Grundig & Wurzer, der solgte radioer, blev dannet. Radioerne begyndte at blive hvermandseje takket være Volksempfänger. Efter 2. verdenskrig adresserede Max Grundig efterspørgslen efter radioer. Den første radio fra fabrikken kom på gaden i 1947, mens de første fjernsyn kom i 1951. På dette tidspunkt var Grundig den største producent af radio og fjernsyn i Europa, og selskabet etablerede afdelinger i Frankfurt am Main og Karlsruhe.
I 1960 påbegyndtes produktion uden for Tyskland; en fabrik, som fremstillede båndoptagere blev etableret i Belfast. 1970'erne blev præget af flere fejlsatsninger og hårdere konkurrence fra asiatiske producenter. Det lykkedes ikke at danne alliancer med disse, ligesom det heller ikke lykkedes at udvikle eget videosystem. Grundig blev omdannet til et aktieselskab i 1972, hvorefter nederlandske Philips gradvist begyndte at opkøbe aktier i virksomheden for at have opnået fuld kontrol over det i 1993. Max Grundig forlod virksomheden i 1984, da Philips havde erhvervet flertallet af aktierne.
Grundet utilfredsstillende salg solgte Philips virksomheden videre til et konsortium fra Bayern i 1998. I 2000 måtte virksomheden notere et tab på 1,281 mia. euro. Bankerne afviste at forlænge kreditten, og Grundig gik konkurs i 2003. Satellitdivisionen blev frasolgt til Thomson, mens Alba og Beko overtog Grundigs produktion af forbrugerelektronik. I 2007 solgte Alba sin andel af virksomheden til Beko, men beholdt nogle markedsføringsrettigheder. Beko blev derefter omdøbt til Grundig Elektronik, der i 2009 er fusioneret ind i Arçelik.